# Четверта пресвітеріанська церква (Чикаго)

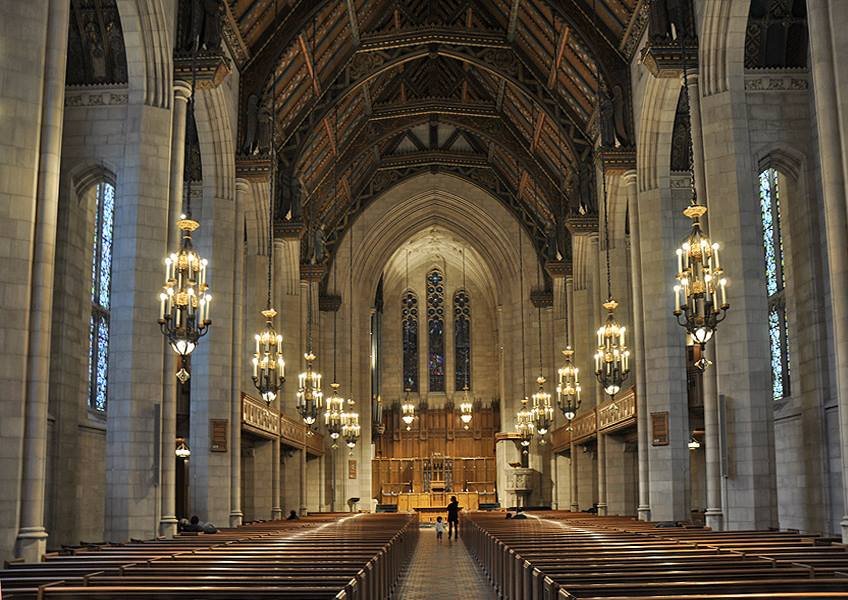
Інтер'єр

41°53′56″ пн. ш. 87°37′29″ зх. д. / 41.8988° пн. ш. 87.6247° зх. д.
Четверта пресвітеріанська церква Чикаго — одна з найбільших конгрегацій Пресвітеріанської церкви (США), розташована в районі Магніфісент-Майл у Чикаго, прямо навпроти Мічиган-авеню від Центру Джона Хенкока.

## Історія
Четверта пресвітеріанська церква Чикаго була утворена 12 лютого 1871 року шляхом злиття Вестмінстерської пресвітеріанської церкви та Північної пресвітеріанської церкви. Об'єднана громада освятила нову будівлю церкви в неділю, 8 жовтня 1871 року. Пізніше того ж дня почалася велика чиказька пожежа, яка знищила новий притулок молодої конгрегації.
Згодом громада побудувала другу будівлю, розташовану на розі Раш-стріт і Суперіор-стріт, яку освятила в лютому 1874 року.
Після майже 40 років перебування на цьому місці, у 1912 році, громада вирішила побудувати нову будівлю на Пайн-стріт (нині Північна Мічиган-авеню), яка на той час була досить нерозвиненою частиною міста. Громада найняла архітектора Ральфа Адамса Крама для створення будівлі в стилі готичного відродження. Крам, який також спроектував собор Святого Іоанна Богослова в Нью-Йорку, працював над обома церквами одночасно протягом 1912 року. Однак, лише Четверта Пресвітеріанська церква була завершена і була освячена в 1914 році. Іоанна Богослова, навпаки, ще офіційно незакінчений і вважається незавершеним.
Крам спроектував і побудував святилище, однак парафіяльний будинок, монастир, особняк і гарт, які лежать на південь уздовж Мічиган-авеню, були спроектовані Говардом Ван Дореном Шоу. Будівля церкви є найстарішою будівлею на Північній Мічиган-авеню, за винятком Чиказької водонапірної вежі, і внесена до Національного реєстру історичних місць.
У 1884 році громада співпрацювала з медичним коледжем Раша для створення міської пресвітеріанської лікарні

## Статистика

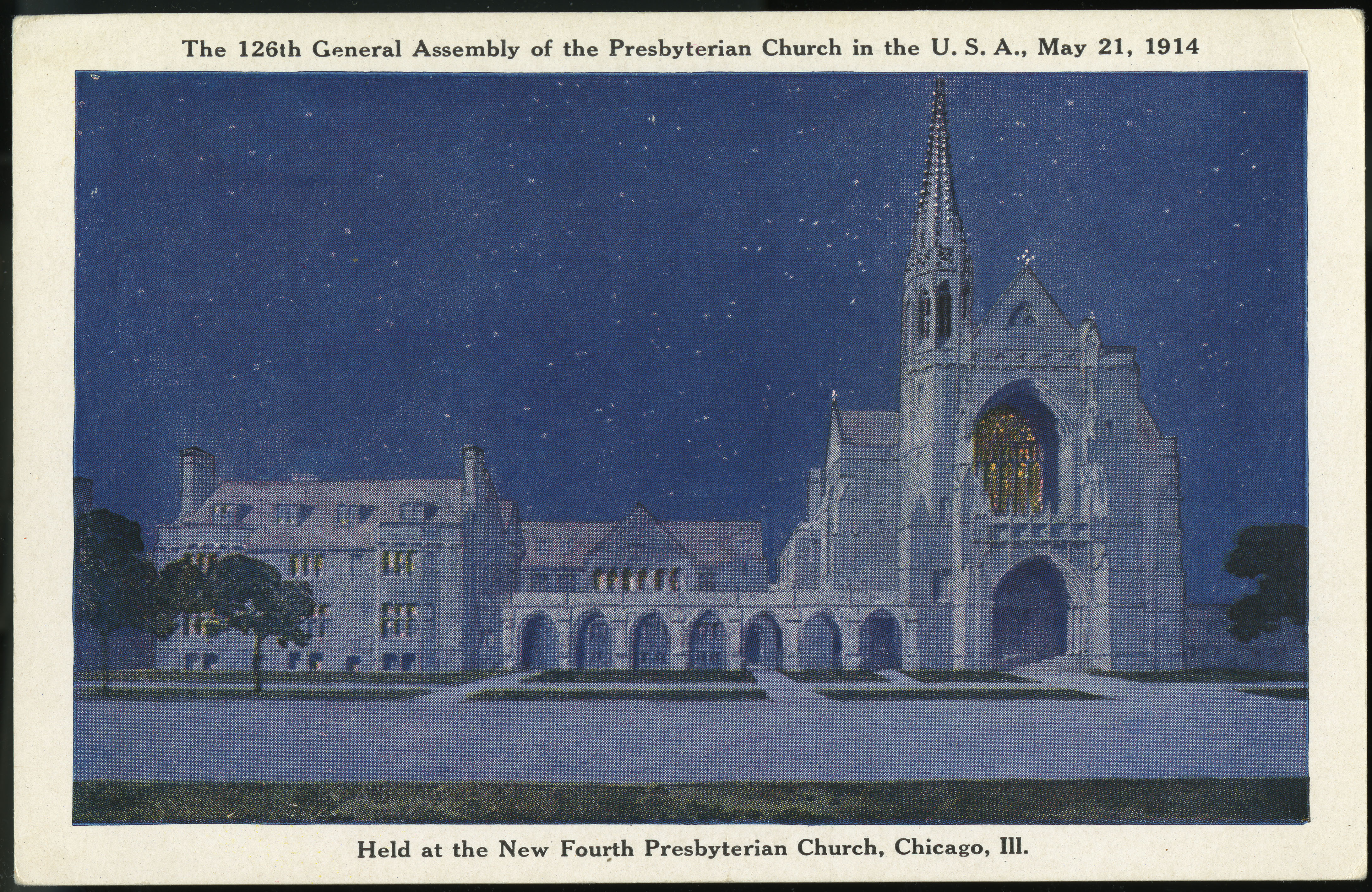
Церква 1914 року

За даними ПК(США), у 2013 році Четверта церква налічувала 5540 членів, що є другою за чисельністю пресвітеріанською громадою в США.
У 2015 році в Четвертій церкві Quimby Pipe Organs встановили інструмент вартістю три мільйони доларів з п'ятьма мануалами, 143 рангами і 8 343 трубами, найбільший на середньому заході Сполучених Штатів.

## Пастори
Незадовго до початку ХІХ століття прп. М. Вулсі Страйкер (1885—1892), широко цитований експерт, а також плідний автор гімнів, служив пастором, але залишив Чикаго, щоб стати президентом своєї альма-матер, Гамільтонського коледжу в північній частині штату Нью-Йорк. Преподобний Джон Бьюкенен, який обіймав посаду старшого пастора 25 років, пішов у відставку 31 січня 2012 року. У березні 2014 року члени Четвертого пресвітеріанства проголосували на зборах конгрегації за преподобного Шеннона Джонсона Кершнера, який очолить церкву як її наступного пастора, починаючи з 1 травня 2014 року.